# Сату-Ноу (Глодяну-Сіліштя, Бузеу)
Сату-Ноу (рум. Satu Nou) — село у повіті Бузеу в Румунії. Входить до складу комуни Глодяну-Сіліштя.
Село розташоване на відстані 71 км на північний схід від Бухареста, 36 км на південь від Бузеу, 115 км на південний захід від Галаца, 133 км на південний схід від Брашова.

## Населення
За даними перепису населення 2002 року у селі проживали 280 осіб, з них 279 осіб (99,6%) румунів. Усі жителі села рідною мовою назвали румунську.